# Hospital Municipal Dr. Bernardo Houssay
El Hospital Municipal Dr. Bernardo Houssay es uno de los centros de salud más reconocidos de la zona del conurbano de la provincia de Buenos Aires.Es un hospital completamente público y la atención es gratuita. Allí se realizó la primera cirugía cardiovascular de alta complejidad.
Fue construido gracias a la iniciativa del intendente Don Vicente Querido, quien solicitó al Honorable Concejo Deliberante la ejecución de dos importantes obras para el partido: la casa municipal y el hospital.
En 1928 comenzó a edificarse. El primer pabellón se inauguró el 9 de julio de 1931. En 1970 le pusieron el nombre de Hospital Municipal Dr. Bernardo Houssay en honor al doctor  Bernardo Houssay, ganador del Premio Nobel de Medicina en 1947. 
El hospital tiene una residencia de clínica médica para formar médicos.Consta de un servicio de dermatología, cuenta con una Unidad de Cuidados Coronarios, un Centro Oncológico de Día, con Servicios de imágenes como  ecografía, doppler, mamografía, tomografía axial computada, densitometría, un Vacunatorio, un Servicio de Adolescencia, un Servicio de Laboratorio, un Servicio de Cirugía General, un Servicio de Plástica y Vascular, un Servicio de Neurocirugía, un Servicio de Neurología, un Servicio de Oftalmología, un Servicio de Pediatría, un Servicio de Dermatología, un Servicio de Ginecología, un Servicio de Cardiología, un Servicio de Clínica Médica, un Servicio de Endocrinología, un Servicio de Urología, un Servicio de Gastroenterología, un Servicio de Nutrición, un Servicio de Otorrinolaringología, un Servicio de Proctología, un Servicio de Hematología,  un Servicio de Ginecología, un Servicio de Atención al Vecino, un Servicio de Orientación a mayores, un Servicio de Abordaje Integral en Diversidad, un Servicio de Acompañamiento Integral en Niñeces y Adolescencias Trans, un Servicio de  Asesoría en Salud Sexual, un Servicio de Medicina General y Test Rápido para ETS. Además tiene un Servicio de Urgencias por guardia con atención las 24hs. La guardia del hospital está dividida a partir del método triage, identificada con los colores rojo, amarillo y verde, según la complejidad de la urgencia.